# Titanosauria
Titanosauria é um clado de dinossauros saurópodes. Os titanosaurianos eram o último grande grupo de saurópodes antes da extinção do Cretáceo-Paleogeno, há cerca de 65 milhões de anos. Foi o herbívoro dominante de sua época. Os outros saurópodes, como o Diplodocus e Brachiosaurus, já haviam desaparecido no final do Jurássico até meados de Cretáceo, enquanto os titanosaurideos apareceram no Cretáceo Inferior, e se desenvolveram até ao final do período. Eles foram amplamente distribuídos, especialmente nos sub-continentes do sul do que foi o então  supercontinente Gondwana, movendo-se em algum ponto ao norte, do que perceber espécies como alamossauro (América do Norte), o nemegtossauro (Mongólia) e hipselossauro (Europa) .

## Taxonomia
- Superfamília Titanosauroidea
  - Clado Titanosauria
    - Uberabatitan (Brasil)
    - Família Andesauridae
      - Andesaurus   (Argentina)
      -  ? Ruyangosaurus (China)

    - Família Titanosauridae (em desuso, =Clado Lithostrotia)
      - Ampelosaurus    (França)
      - Argentinosaurus (Argentina)
      - Austrosaurus  (Austrália)
      - Chubutisaurus   (Argentina)
      - Epachthosaurus (Argentina)
      - Futalognkosaurus  (Argentina)
      - Ligabuesaurus (Argentina)
      - Lirainosaurus (Espanha)
      - Phuwiangosaurus (Tailândia)
      - Tangvayosaurus (Laos)
      - Família Antarctosauridae
        - Antarctosaurus  (Argentina)

      - Família Nemegtosauridae
        - Bonitasaura    (Argentina)
        - Magyarosaurus    (Romênia)
        - Malawisaurus (Malawi)
        -  ?Mongolosaurus
        - Nemegtosaurus   (Mongólia)
        - Quaesitosaurus
        - Rapetosaurus    (Madagascar)
        - Trigonosaurus  (Brasil)

      - Família Saltasauridae
        - Argyrosaurus  (Argentina)
        - Bonatitan (Argentina)
        - Iuticosaurus (Reino Unido)
        - Lirainosaurus (Espanha)
        - Maxakalisaurus   (Brasil)
        - Pellegrinisaurus (Argentina)
        - Quaesitosaurus (Mongólia)
        - Rinconsaurus (Argentina)
        - Sonidosaurus (China)
        - Subfamília Opisthocoelicaudiinae
          - Alamosaurus (Estados Unidos)
          - Borealosaurus (China)
          - Huabeisaurus? (China)
          - Isisaurus    (Índia)
          - Opisthocoelicaudia    (Mongólia)

        - Subfamília Saltasaurinae
          - Neuquensaurus   (Argentina)
          - Saltasaurus  (Argentina, Uruguai)
          - Tribo Aeolosaurini
            - Aeolosaurus  (Argentina)
            - Gondwanatitan  (Brasil)
            - Panamericansaurus  (Argentina)
            - Rocasaurus (Argentina)

    - incertae sedis
      - Adamantisaurus (Brasil)
      - Aegyptosaurus (Egito, Níger)
      - Amargatitanis (Argentina)
      - Baurutitan  (Brasil)
      - Bruhathkayosaurus   (Índia)
      - Diamantinasaurus (Austrália)
      - Gobititan (China)
      - Hypselosaurus (Europa)
      - Jainosaurus   (Índia)
      - Jiangshanosaurus (China)
      - Karongasaurus (Maláui)
      - Laplatasaurus (Argentina, Uruguai)
      - Mendozasaurus (Romênia)
      - Paralititan (Egito)
      - Puertasaurus  (Argentina)
      - Titanosaurus (Índia)
      - Venenosaurus (Estados Unidos)
      - Wintonotitan (Austrália)